# Ісмаель Фуентес
Ісмаель Фуентес (ісп. Ismael Fuentes, нар. 4 серпня 1981, Вілья-Алегре) — колишній чилійський футболіст, що грав на позиції захисника.
Виступав, зокрема, за клуб «Хагуарес Чьяпас», а також національну збірну Чилі.

## Клубна кар'єра
У дорослому футболі дебютував 1999 року виступами за команду «Лінарес Унідо», в якій провів один сезон. Потім три сезони відіграв у клубі «Рейнджерс» (Талька), після чого рік провів у найсильнішому чилійському клубі «Коло-Коло».
2005 року переїхав до Мексики, перейшовши в клуб «Хагуарес Чьяпас». Відіграв за команду з Тустла-Гутьєрреса наступні чотири сезони своєї ігрової кар'єри. Більшість часу, проведеного у складі «Хагуарес Чьяпас», був основним гравцем захисту команди. Після цього два сезони він провів в оренді спочатку в клубі «Атлас», а потім в «Універсідад Католіка».
Згодом з 2013 по 2015 рік грав у складі команд «Коррекамінос», «Депортес Антофагаста» та «Сантос де Гвапілес».
Завершив професійну ігрову кар'єру у клубі «Кокімбо Унідо», за команду якого виступав протягом 2015—2016 років.

## Виступи за збірну
11 липня 2004 року дебютував в офіційних матчах у складі національної збірної Чилі в матчі проти збірної Парагваю.
У складі збірної був учасником розіграшу Кубка Америки 2004 року у Перу, розіграшу Кубка Америки 2007 року у Венесуелі та чемпіонату світу 2010 року у ПАР.
Протягом кар'єри у національній команді, яка тривала 7 років, провів у формі головної команди країни 29 матчів, забивши 1 гол.